# Every Little Thing
Para la canción de The Beatles, véase Every Little Thing (canción)
Every Little Thing (エヴリ・リトル・シング?), también conocido como ELT, es uno de los grupos más famosos de J-Pop en Japón, logrando llevar varias de sus canciones a los primeros lugares de su país.
Inicialmente como un trío, la banda debutó en el año 1996 con su primer sencillo "Feel My Heart", el cual alcanzó como tope el #24 de las listas de Oricon y vendió aproximadamente 100.000 copias. Poco a poco comenzaron a hacerse más y más populares, y tras el lanzamiento de su primer álbum estudio, "everlasting", la banda alcanzó por primera vez el primer lugar de los más vendidos.
Mientras Mitsusu Igarashi fue parte del grupo la banda alcanzó su mayor auge; nueve de sus sencillo estuvieron dentro del Top 3 de las listas y por un tiempo ELT fue una de las bandas más populares, siempre en los primeros puestos de éxitos. 
Poco tiempo después del lanzamiento del tercer álbum "eternity" en el año 2000, la banda sufre un gran cambio tras anunciarse la salida del teclista Mitsuru Igarashi, a quien también se le conocía como la mente maestra detrás del grupo. Se pensaba que tras su partida Every Little Thing llegaría a su final, pero Mochida e Ito decidieron como un dúo.
El estilo musical de la banda ha ido evolucionando poco a poco desde el 2000, desde el pop sintetizado hasta el rock y las baladas acústicas. Y aunque el decline de popularidad es innegable, hasta el día de hoy conservan una base bastante amplia y sólida de fanáticos que continúan apoyándolos, hasta recientemente el 2006 cuando con el lanzamiento de su séptimo álbum la banda cumple ya 10 años activa.

## Historia

### Comienzos de la banda
El principio de Every Little Thing se remonta a principios de 1996, cuando a Mitsuru Igarashi, quien en ese entonces trabajaba como productor musical dentro de Avex Trax, se le concede la oportunidad de formar una banda, ya que siempre fue su gran idea. Igarashi escuchó algunas grabaciones de demo que mandaban numerosas muchachas al sello Avex tratando de conseguir un contrato discográfico, y ahí fue donde escuchó las grabaciones de Kaori Mochida, quien en ese entonces era sólo una estudiante de secundaria, que también había formado en su niñez parte de la banda similar a Morning Musume llamada The Kuro Buta All-Stars, la cual fracasó y si disolución fue al poco tiempo de lanzar su primer disco. Igarashi se impresionó por el registro vocal de Mochida, potente pero a la vez dulce, y la contactó para proponerle formar una banda, proposición a la cual ella aceptó viéndolo como su gran oportunidad. Ichiro Ito, quién era un guitarrista amigo de Igarashi en esos tiempos, fue llamado por el productor para que le ayudara con su instrumento en algunas de las canciones; al principió él no fue considerado a ser el tercer miembro de ELT, pero tras las primeras sesiones de grabación que reunió a los 3 jóvenes, se decidió mantener a Ito de forma permanente en la banda.
El primer sencillo de la banda, "Feel My Heart", canción escrita, compuesta y producida por Mitsuru Igarashi, salió al mercado el 7 de agosto de 1996 en Japón a nivel nacional, y logró insertarse en el lugar #24 de las listas Oricon; nada de mal para un comienzo, y poco a poco tras lanzamiento de otros sencillos que subsiguieron a este instalaron a la banda dentro de la industria como una potencia más. El primer sencillo de la banda que puede denominarse que fue un éxito fue "Dear My Friend", el tercer sencillo, ya que fue el primero en entrar dentro de los primeros 10 sencillos más vendidos del país nipón, y consiguió grandes ventas, marcando desde ese momento el momento de gloria de la banda entregándoles una serie de éxitos que parecían interminables. El primer álbum de la banda titulado everlasting fue el primero en alcanzar el primer lugar de las listas de Oricon, casi rompiendo la marca de las dos millones de copias vendidas sólo en Japón.
Ya en el año 1998 el lanzamiento del octavo sencillo "Time goes by" es el primero en romper el millón de copias vendidas, y es hasta este momento el sencillo de mejores ventas que poseen. También dentro de esta época ya en el lanzamiento del segundo álbum Time to Destination la banda rompe otro récord más de 3 millones y medio de copias, convirtiendo al álbum como uno de los más vendidos de Japón dentro de toda la década de los '90s. Esta época también está marcada por todos sus sencillos convirtiéndose en grandes éxitos, todos entrando dentro de los primeros lugares de las listas de los más vendidos.

### Salida de Igarashi de la banda
Poco después tras el lanzamiento del tercer álbum de estudio de la banda eternity se marca un punto de quiebre en Every Little Thing, y también el comienzo de una nueva etapa musical del grupo. Mitsuru Igarashi decidió dejar la banda por razones que se desconocen, pero al parecer fue una decisión pacífica y mutua, ya que el teclista no les quitó los derechos de las canciones que él había creado para la banda, que eran prácticamente todas, dentro de las que estaban todos los éxitos. Tabloides especulaban una eventualidad dispersión de la banda debido a la salida de Igarashi, debido principalmente a que todo recaía sobre sus hombres, pero Mochida e Ito decidieron continuar con ELT, asumiendo eso si más responsabilidades dentro de su música desde ese momento en adelante.
Desde este momento la música de la banda tomó un vuelco sin posibilidad de una vuelta atrás; recuperar el estilo que Igarashi otorgaba era imposible, y desde "sure", el cual fue el último sencillo producido por el teclista, marcó la transición musical definitiva del grupo, poco a poco llegando a un estilo mucho más orientado al Rock. Los sencillos que prosiguieron al cuarto álbum de la banda llamado 4 FORCE fueron "Rescue Me", y "Ai no kakera" y "fragile", este último destacando por ser el único de los tres que logró ser #1 en las listas de los sencillos más vendidos de Oricon, y también al convertirse en una de las canciones más populares de la banda.

### Del pop al rock y a las baladas
El auge del estilo más orientado al pop/rock de Every Little Thing ocurrió dentro de su era entre el 2002 y el 2003. Tras el lanzamiento del último sencillo de 4 FORCE lanzado en febrero del 2001, la banda se tomó un pequeño receso para integrarse en la creación de nueva música, aunque tampoco estuvieron ausentes en la industria ya que dentro de este periodo fue lanzado un álbum de remixes eurobeat, que también logró buenas ventas aunque los miembros de la banda casi no estuvieron invulucrados.
Ya a finales del 2001, en octubre, la banda lanzaba su primer sencillo que puede llamarse pop/rock, el cual fue "jump", sencillo que a pesar de no tener ventas excelentes, marcó un paso decisivo en las canciones que seguirían lanzándose de la banda. Kaori Mochida llegó a considerársele un icono de moda dentro de esta época, y firmó poco antes del lanzamiento de este sencillo un contrato con Prostyle, una línea de cuidado capilar, ya que su cabello se le consideraba bastante bien cuidado, en ese tiempo con un teñido rojo. El segundo sencillo lanzado dentro de esta época fue "Kiwoku", el cual logró superar algo las ventas del primer antes mencionado, pero las ventas de la banda iban en un decline preocupante. "Sasayaka na Inori", sencillo lanzado más tarde, vendió incluso menos que "jump", ni siquiera logrando alcanzar las 100 mil copias vendidas, algo a lo que ELT ya se había acostumbrado.
El estilo orientado al rock no estaba dando los resultados que se esperaban, y fue aquí cuando se lanza UNTITLED, un sencillo que, como su nombre lo dice, no posee un nombre, pero que contenía dentro de él cuatro baladas distintas, de las cuales dos fueron llevadas a videos musicales. UNTITLED se convirtió en un gran éxito, y fue el único sencillo que llegó al #1 de la banda en el 2002, dejando claro que las baladas eran el fuerte que llamaba más la atención del público de la banda, y lo que les daba mejores ventas también. "Grip!" (de la banda sonora de Inuyasha) fue el sencillo la con una canción más animada lanzado después del sencillo de baladas, el cual logró ventas bastante modestas, vendiendo 65 mil copias aproximadamente.
El álbum en el cual todas estas nuevas experimentaciones musicales fueron compilados fue Many Pieces, el cual le otorgó a la banda otro éxito más al entrar al primer lugar de los álbumes más vendidos de Japón, con ventas bastante buenas. El álbum contiene varias canciones que ya son como parches para la banda, entre las que destaca la canción oculta "Free Walkin'", la cual se ha convertido en uno de los clásicos dentro de los conciertos de Kaori e Ichiro.
Ya tres meses después del lanzamiento comenzó la preparación de nuevas canciones, y el sencillo "FUNDAMENTAL LOVE" fue lanzado, el que más tarde estaría dentro de la segunda compilación de grandes éxitos de la banda, que fue poco tiempo más tarde lanzada al mercado. Every Best Single 2 también logró buenas ventas, pero con una considerable diferencia con la compilación anterior que tuvo aún mayor éxito.

### Interiorización en lo acústico
Tras el lanzamiento de Every Best Single 2 la banda tomaría un nuevo camino dentro de la música, orientado principalmente a las baladas y melodías suaves, algo más distante del rock, aunque igual ya este fue un estilo que no dejaría nunca más a Every Little Thing. En noviembre del 2003 se lanzó el nueva canción de la banda: la balada "Mata Ashita", la cual se destacó por su sencillez en el video musical, algo bastante distinto a los videos de alta producción de la banda. Este tipo de videos bastante sencillos, y en general mostrando a las personas como verdaderamente son, sería algo que más tarde represantaría bastante bien a la banda.
Ha Kaori también se le comenzó a criticar sobre su supuesto "descuido" de su imagen, ya que había dejado de ser la glamorososa chica del J-Pop por lo que se le había conocido desde sus comienzos con ELT. A los comienzos de esta época se le vería con el pelo bastante desgarabado y descuidado, para después cortárselo casi al límite de la melena.
El siguiente sencillo "SORAAI" y el lanzamiento del sexto álbum de la banda, commonplace, catapultaría a la banda a la cúspide de los ritmos acústicos. El álbum también logró entrar al #1 de Oricon, y logró vender poco más de 300 mil copias. El año 2004 fue un año con bastante poca actividad de la banda con respecto al lanzamiento de nuevos trabajos; sólo estuvieron de tour. A comienzos a finales del 2004 y 2005 ya se volvían a tener noticias del Mochida e Ito, en primer lugar con la sorpresa de volver a insertar un nuevo sencillo en el #1 de Oricon tras bastante tiempo de supuesto olvido de sus fanes con la balada "Koibumi / good night", y más tarde con el lanzamiento del primer álbum compilatorio acústico llamado ACOUSTIC:LATTE, el cual contenía varios de sus más grandes éxitos.
En la segunda mitad del 2005 ya lanzaban nuevo sencillo, la cual era una canción un poco más animada llamada "Kimi no te", aunque también podría considerársele bastante suave. El sencillo a pesar de las malas predicciones tuvo bastante éxito, debutando en el segundo lugar de los sencillos más vendidos y vendiendo 74 mil copias (también considerando que sólo fue lanzado en un formato).
Aparte del lanzamiento "Kimi no te", la banda estuvo con poca actividad dentro del 2005, y ni siquiera salieron de tour (algo acostumbrado cada año) ya que no lanzaron ningún álbum con el cual crear un nuevo repertorio para atraer al público. Nuevas noticias sobre la banda se sabrían más tarde en el 2006, ya que en marzo presentaban su nuevo sencillo llamado "azure moon", pero el sencillo no logró gran éxito, siendo entre los últimos sencillos lanzados por ELT uno con menos buenas ventas, y desapareciendo rápidamente de las listas.

### 10 años desde su debut
Poco tiempo después del lanzamiento de "Hi-Fi Message", sencillo n.º 30 de la Every Little Thing, el 7 de agosto del 2006 se cumplieron diez años desde su debut con el lanzamiento de su primer sencillo. En conmemoración al aniversario fue abierto un sitio por Avex en honor a la ocasión anexa al sitio oficial, con varias entrevistas, videos y datos acerca de toda la carrera musical de Ito y Mochida como banda. El 8 de agosto lanzaron al mercado su séptimo álbum de estudio al mercado, el que fue titulado Crispy Park -también su primer álbum original lanzado tras dos años-. El álbum fue lanzado en dos versiones; la primera, edición limitada, incluyó un libreto deluxe de más de sesenta páginas, lleno de escritos acerca de lo que ha significado para Every Little Thing ya haber cumplido diez años en el ambiente musical, y también fotografías desde las más antiguas cuando aún estaba Igarashi en el grupo, hasta las más recientes.　El álbum se mantuvo fuerte durante su primera semana de lanzamiento en las listas de Oricon, para finalmente debutar en el n.º 1 al igual que casi todos sus álbumes de estudio, comparando la potencia que Every Little Thing aún mantiene a pesar del tiempo. Para continuar con la serie de lanzamientos en honor al aniversario de ELT, el 9 de agosto se lanzó otro sencillo extracto del nuevo álbum, titulado "Swimmy", canción escogida para ser tema principal del drama Kekkon Dekinai Otoko (también estaba preparado el lanzamiento de The Video Compilation IV, pero como al parecer la decisión de grabar un video musical para "Swimmy", se decidió aplazar su lanzamiento para también incluir este trabajo).
Desde diciembre del 2006 hasta comienzos del 2007 la banda reanudó sus actividades en vivo con su primera gira desde comienzos del 2005, nombrada concert tour 2006-2007 Crispy Park en honor al nuevo álbum, ya que la mayoría de los temas interpretados pertenecen a este disco. En toda la gira se presentaron por más de treinta locaciones diferentes. El 14 de febrero del 2007, día de los enamorados, la banda lanza 14 message ~every ballad songs 2~, su segunda compilación de baladas desde seis años atrás. El álbum, al igual que Crispy Park lanzado poco tiempo atrás, incluyó en su edición limitada material deluxe con respecto al décimo aniversario, y logró convertirse en todo un éxito en ventas, n.º 2 en las listas de Oricon. Lo que varios esperaban, un concierto especial en honor a los diez años transcurridos, finalmente se materializó en dos mega eventos realizados los días 6 y 7 de marzo de este mismo año en el Nihon Budōkan. En los conciertos fueron mostrados temas que hace varios años no se interpretaban en público, siendo especialmente curiosas las canciones anteriores al cambio de voz que experimentó Mocchi tras haber sufrido la grave bronquitis que la mantuvo al borde de perder su voz.

### Nuevos proyectos
El sencillo, titulado "Kirameki Hour" fue lanzado al mercado el 8 de agosto de 2007, después el 31 de octubre salió el sencillo Koi Wo Shiteiru/Fuyu Ga Hajimaru Yo 恋をしている / 冬がはじまるよ feat. 槇原敬之 esta canción (koi wo shiteiru) fue nombrada según encuestas la canción preferida de invierno aquel año. Aunque ya se mostraba un descenso siguió su popularidad.
Casi no hubo actividad hasta que sacaron el sencillo Sakurabito サクラビト el 13 de febrero de 2008 que además salió en dos formatos, uno con solo CD, mientras que el otro fue CD+DVD.
Después de estos sencillos salió el esperado disco (desde que salió Crispy Park) llamado Door lanzado el 5 de marzo de 2008 donde se incluían canciones de lo sencillos ya lanzados pero incluían otras como まさかのTelepathy, gladiolus y Gate #8. El 27 de agosto de 2008 salió el sencillo doble Atarashi Hibi / Ogon no Tsuki (SINGLE+DVD) del cual Atarashi Hibi fue la canción de créditos en la serie drama inspirada en el manga "Shibatora" de Fuji TV y Ougon no Tsuki fue la canción oficial para dar apoyo a los 8 atletas japoneses que compitieron en los juegos olímpicos 2008.
Fue el 28 de noviembre de 2008, cuando la vocalista Kaori Mochida anunció que iniciaría su carrera de solista el 2009, pero que tanto ella como Ito continuarían conformando la banda Every Little Thing. En este periodo Kaori lanzó su primer álbum como solista titulado "Moka" el 12 de agosto de 2009, luego y para sorpresa de los fanes en octubre de 2009, Ito Ichiro lanzó un miniálbum titulado "Diversity", en el cual invitó a artistas como Ayuse Kozue y otros, después y luego de 9 años fuera de la banda ELT trabajo nuevamente con el exintegrante Mitsuru Igarashi, quien compuso y produjo varios temas para el noveno álbum de la banda titulado "Change", presentado en marzo de 2010, incluyendo 3 sencillos promocionales: "Dream Goes On", "Tsumetai Ame" y Change.
En julio de 2011, la banda lanzó un sencillo doble "Sora/Koe", cuyas canciones fueron usadas como temas de las películas de Pokémon "Victini y El Héroe Oscuro", "Zekrom & Victini y El Héroe de la Luz". El 21 de septiembre de 2011, la banda lanzó su décimo álbum "Ordinary", que debutó en el puesto número 2 del ranking Oricon, al cual le siguió el Tour 2011-2012 ‘ORDINARY’ celebrando su 15.º aniversario.

## Integrantes
Miembros Actuales
- Kaori Mochida (持田 香織 Mochida Kaori?) - 24 de marzo de 1978.
- Ichiro Ito (伊藤 一朗 Ito Ichiro?) - 10 de noviembre de 1967.

Exmiembro
- Mitsuru Igarashi (五十 嵐充 Igarashi Mitsuru?) - Dejó la banda en el año 2000.

## Discografía

### Originales
| n.º  | Fecha Lanzamiento | Título              | Posición Oricon | Copias vendidas |
| 1.º  | 09/04/1997        | everlasting         | #1              | 1.922.160       |
| 2.º  | 15/04/1998        | Time to Destination | #1              | 3.520.330       |
| 3.º  | 15/03/2000        | eternity            | #1              | 966.710         |
| 4.º  | 22/03/2001        | 4 FORCE             | #2              | 847.330         |
| 5.º  | 19/03/2003        | Many Pieces         | #1              | 526.542         |
| 6.º  | 03/03/2004        | commonplace         | #1              | 313.647         |
| 7.º  | 09/08/2006        | Crispy Park         | #1              | 207.109         |
| 8.º  | 05/03/2008        | Door                | #2              | 89,894          |
| 9.º  | 24/03/2010        | CHANGE              | #1              | 27,574          |
| 10.º | 21/09/2011        | Ordinary            | #2              |                 |

### Compilaciones
| n.º | Fecha Lanzamiento | Título               | Posición Oricon | Copias vendidas |
| --  | 31/03/1999        | Every Best Single +3 | #1              | 2.556.314       |
| --  | 05/12/2001        | Every Ballad Songs   | #2              | 493.530         |
| --  | 10/09/2003        | Every Best Single 2  | #1              | 712.460         |
| --  | 16/02/2006        | ACOUSTIC:LATTE       | #4              | 136,553         |
| --  | 14/02/2007        | Every Ballad Songs 2 | TBR             | TBR             |

#### Remixes
| n.º | Fecha Lanzamiento | Título                                          | Posición Oricon | Copias vendidas |
| --  | 18/09/1997        | The REMIXES                                     | #2              | 647.020         |
| --  | 18/11/1998        | THE REMIXES Ⅱ                                   | #5              | 299.380         |
| --  | 10/09/2003        | SUPER EUROBEAT presents Euro Every Little Thing | #3              | 202.650         |
| --  | 27/02/2002        | The Remixes Ⅲ～Mix Rice Plantation～            | #19             | 35.070          |
| --  | 27/02/2002        | Cyber TRANCE presents ELT TRANCE                | #16             | 61.870          |

### Sencillos
| n.º  | Fecha Lanzamiento | Título                                                                                                   | Posición Oricon | Copias vendidas |
| 1.º  | 07/08/1996        | Feel My Heart                                                                                            | #24             | 129.120         |
| 2.º  | 23/10/1996        | Future World                                                                                             | #20             | 110.050         |
| 3.º  | 22/01/1997        | Dear My Friend                                                                                           | #9              | 488.890         |
| 4.º  | 04/06/1997        | For the moment                                                                                           | #1              | 688.270         |
| 5.º  | 06/08/1997        | Deatta koro no you ni 出逢った頃のように                                                                 | #3              | 602.830         |
| 6.º  | 22/10/1997        | Shapes Of Love／Never Stop!                                                                              | #3              | 526.130         |
| 7.º  | 07/01/1998        | Face the change                                                                                          | #1              | 633.970         |
| 8.º  | 11/02/1998        | Time goes by                                                                                             | #1              | 1.149.600       |
| 9.º  | 16/06/1998        | FOREVER YOURS                                                                                            | #1              | 475.470         |
| 10.º | 30/09/1998        | NECESSARY                                                                                                | #2              | 233.910         |
| 11.º | 27/01/1999        | Over and Over                                                                                            | #4              | 314.600         |
| 12.º | 03/03/1999        | Someday, Someplace                                                                                       | #4              | 183.840         |
| 13.º | 01/01/2000        | Pray／Get Into A Groove                                                                                  | #2              | 407.030         |
| 14.º | 16/02/2000        | sure | #3              | 250.660         |
| 15.º | 14/06/2000        | Rescue me／Smile Again                                                                                   | #2              | 99.280          |
| 16.º | 18/10/2000        | Ai no kakera 愛のカケラ                                                                                  | #2              | 206.360         |
| 17.º | 01/01/2001        | fragile／JIRENMA                                                                                         | #1              | 834.020         |
| 18.º | 21/02/2001        | Graceful World                                                                                           | #5              | 194.400         |
| 19.º | 17/10/2001        | jump | #7              | 107.240         |
| 20.º | 15/05/2002        | Kiwoku キヲク                                                                                            | #4              | 136.970         |
| 21.º | 16/08/2002        | Sasayaka na Inori ささやかな祈り                                                                         | #5              | 77.130          |
| 22.º | 18/12/2002        | UNTITLED～4ballads～                                                                                     | #1              | 369.674         |
| 23.º | 12/03/03          | Grip! | #7              | 65.037          |
| 24.º | 30/07/2003        | Fundamental Love ファンダメンタル・ラブ                                                                  | #9              | 55.914          |
| 25.º | 12/11/2003        | Mata Ashita また あした                                                                                  | #3              | 181.426         |
| 26.º | 25/02/2004        | Soraai ソラアイ                                                                                          | #8              | 48.019          |
| 27.º | 15/12/2004        | Koibumi／good night 恋文／good night                                                                     | #1              | 156.512         |
| 28.º | 26/10/2005        | Kimi no te きみの て                                                                                     | #2              | 74,857          |
| 29.º | 15/03/2006        | azure moon                                                                                               | #12             | 24.574          |
| 30.º | 14/06/2006        | Hi-Fi Message ハイファイ メッセージ                                                                      | #9              | 23.541          |
| 31.º | 09/08/2006        | Swimmy スイミー                                                                                          | #16             | 18.655          |
| 32.º | 07/08/2007        | Kirameki Hour キラメキアワー                                                                             | #14             | 20.204          |
| 33.º | 31/10/2007        | Koi wo shiteiru/fuyu ga hajimaru yo feat. Makihara Noriyuki 恋をしている / 冬がはじまるよ feat. 槇原敬之 | #7              | 39.402          |
| 34.º | 13/02/2008        | Sakurabito サクラビト                                                                                    | #9              | 24.623          |
| 35.º | 27/08/2008        | Atarashi Hibi/Ogon no Tsuki あたらしい日々 / 黄金の月                                                    | #10             | 31.215          |
| 36.º | 23/09/2009        | DREAM GOES ON                                                                                            | #6              |                 |
| 37.º | 18/11/2009        | Tsumetai ame 冷たい雨                                                                                    | #15             |                 |
| 38.º | 24/02/2010        | Change                                                                                                   | #16             |                 |

### Vinilos
- THE REMIXES Analog Box Set (19 de diciembre de 1997)
- THE REMIXES II ANALOG SET (16 de junio de 1999)

### DVD

#### DVD-Video
- THE VIDEO COMPILATION (29 de marzo de 2000)
- concert tour '98 (29 de marzo de 2000)
- Concert Tour Spirit 2000 (30 de agosto de 2000)
- Ai no kakera (愛のカケラ?) (31 de enero de 2001)
- The Video Compilation II (7 de marzo de 2001)
- fragile ~ Graceful World (28 de marzo de 2001)
- Concert Tour Spirit 2001 4 FORCE (27 de septiembre de 2001)
- The Video Compilation I & II (13 de marzo de 2002)
- BEST CLIPS (11 de diciembre de 2002)
- nostalgia (29 de enero de 2003)
- THE VIDEO COMPILATION III (16 de abril de 2003)
- 2003 tour MANY PIECES (3 de diciembre de 2003)
- commonplace tour 2004~2005 (24 de marzo de 2005)
- The Video Compilation IV (27 de septiembre de 2006)
- every little thing concert tour 2006-2007 ～Crispy Park～ (7 de marzo de 2007)

#### DVD-Audio
- Every Best Single +3 (28 de enero de 2004)
- Koibumi (恋文?) / good night (15 de diciembre de 2002)

#### SACD
- Koibumi (恋文?) / good night (15 de diciembre de 2002)

### Otros
- avex THE ALBUM / V.A.: "Kiyoshiko no Yoru (きよしこの夜?)" - cover interpretado por Kaori Mochida.
- Heart of Mine / BREATH: "Spin" - Kaori Mochida participa en los coros e Ichiro Ito en guitarra.
- Lif-e-Motions / TRF: "BRAVE STORY" - cover de TRF interpretado por Every Little Thing.